# フレックスコミックス
フレックスコミックス株式会社（英: Flex Comix Inc.）は、日本の出版社。株式会社BookLiveの完全子会社。

## 沿革
2005年6月にソフトバンクグループの創業者、孫正義の実弟である孫泰蔵が代表を務めるアジアングルーヴ株式会社とソフトバンクグループ所属のソフトバンクBB株式会社による共同出資で設立されたオンラインゲーム事業会社・ビー・ビー・サーブ株式会社がオンラインゲームポータルサイト『BBGames』にウェブコミックを掲載。同年10月にビービーサーブ株式会社がBBGamesに掲載されていた作品を収録した単行本「マスター オブ エピック コミックサイド」を発行。
2005年11月にビー・ビー・サーブ株式会社のオンラインコンテンツ事業をMOVIDA ENTERTAINMENT株式会社として分社化。

### モビーダ・エンターテインメント時代
2006年4月12日にモビーダ・エンターテインメントが、ソフトバンクグループ初となる漫画雑誌『月刊少年ブラッド』を創刊（『ドリマガ』増刊扱い）。以降雑誌・書籍の発売元をソフトバンククリエイティブとし、出版事業を開始する。更に同社は親会社であるモビーダ・ホールディングスの主力事業であった携帯電話・パソコン向けダウンロードコンテンツ作成といったデジタルコンテンツ配信分野のノウハウや共同印刷株式会社が開発した技術を活かし、『月刊少年ブラッド』の公式サイトである『Web★ブラッド』での描き下ろしウェブコミックの配信や携帯電話向けコンテンツ『ケータイ☆ブラッド』を本誌発行と同時に展開するなど既存の漫画雑誌との差別化を行なった。
また前述のアジアングルーヴやガンホー・オンライン・エンターテイメント株式会社などのソフトバンクグループ企業が株式会社ブロッコリーを株式会社タカラより買収した事で、当時タカラ傘下であったジャイブ株式会社から出版されていた漫画雑誌『コミデジ』がモビーダ・エンターテインメントからの発行となり、2006年4月21日より『コミデジ+』（『PC Japan』増刊扱い）として新装刊し刊行を開始。これによって、『月刊少年ブラッド』と合わせて2つの漫画雑誌を定期発行する事となった。更に『コミデジ』にて連載されていた作品を収録した単行本レーベル『コミデジコミックス』を同年6月20日に創刊し、これがモビーダ・エンターテインメントにとって初の書籍刊行となった。

### フレックスコミックスの設立
2006年10月2日にMOVIDA ENTERTAINMENT株式会社は漫画事業の分割を行ない、同社の取締役であった高倉誠司を代表取締役社長として東京都港区愛宕にフレックスコミックス株式会社を設立する。これは『月刊少年ブラッド』が創刊から約半年後に当たる同年10月12日発売の11月号を以って休刊予定であった事に起因しており、休刊した際には『Web★ブラッド』と合併してフレックスコミックス運営の無料ウェブコミック誌『FlexComixブラッド』での継続が発表された。また本社事務所は、2007年4月2日に千代田区三崎町へと移転している。
なお共に発行していた『コミデジ+』は休刊せず、発行元がフレックスコミックスへと移った上で刊行が続けられた（発売元は変わらずソフトバンククリエイティブ）。コミデジコミックスも継続して発行され、同年11月20日に発売された同レーベルの書籍がフレックスコミックスにとって初の書籍発行となった。また『月刊少年ブラッド』にて連載されていた作品を収録した単行本レーベルFlex Comixを同年12月12日に創刊している。
『FlexComixブラッド』は当初予定していた12月開始より1ヶ月遅れの2007年1月16日、Yahoo! Japanウェブサイト内に存在する電子書籍配信サイトYahoo!コミックにて配信を開始する。この頃から『月刊少年ブラッド』発行時には見られなかったソフトバンククリエイティブ発行のライトノベルレーベルGA文庫との関係強化が行なわれ、双方の発行書籍に投げ入れられる折り込みチラシ（「フレコミ通信」及び「ジーエーえくすぷろ〜らぁ」）に広告を相互出稿する他、『FlexComixブラッド』において「神曲奏界ポリフォニカ」や「メイド刑事」といったGA文庫刊行タイトルの漫画化作品を連載するなどの試みが為された。また同年10月18日には女性向け無料ウェブコミック誌『FlexComixフレア』、2008年6月3日には青年向け無料ウェブコミック誌『FlexComixネクスト』をそれぞれYahoo!コミック内に開設し、少年漫画以外のジャンルへと進出した。
更に2008年12月3日より、作品紹介サイトとして機能していたウェブサイト・FlexComix Webでも漫画の配信を開始し、Yahoo!コミックと自社運営のウェブサイトによる2箇所での配信へと移行する。また2011年8月15日からはTSUTAYA GALAPAGOSにて『FlexComix SP』の名称で電子雑誌形式での配信が開始され、更に同年11月2日にはYahoo!コミックがYahoo!ブックストアへとリニューアルされたが、3誌とも変わらず配信を継続。2012年からは順次ニコニコ静画でも配信を開始した。
なお『コミデジ+』は2008年8月12日発売のVol.15にて休刊しており、これ以降フレックスコミックスから雑誌の発行はされていない。また同誌掲載作品を収録していたコミデジコミックスレーベルも、同年12月25日発行分の単行本を最後に新規刊行を停止している。

### ソフトバンクグループからの離脱
2011年8月31日に開催された児童書の出版を中心事業に据える出版社・ほるぷ出版（3代目）の臨時株主総会にて、同社の社長を当時のフレックスコミックス代表取締役社長であった平井清隆が兼任するという人事が承認された。これを以って、フレックスコミックスとほるぷ出版の事業連携が確立。同年12月にはフレックスコミックスが2011年末を以ってソフトバンククリエイティブからの刊行を解消し、2012年2月1日以降に刊行される書籍はほるぷ出版からの発売となった。
なお2011年3月から2012年8月にかけて、フレックスコミックスとほるぷ出版の株式を投資会社・ACA株式会社の投資ファンド・MCPシナジー1号投資事業有限責任組合が両方とも保有する状態が続いていたが、これが今回の連携等に関与していたかは不明である。
2012年7月25日より『FlexComixブラッド』にて連載されていた漫画作品「ブレイク ブレイド」と「天使のどろっぷ」の2作品が、当時ゲーム関連会社ジー・モードが配信していた無料ウェブコミック誌『COMIC メテオ』へと移籍する。
2012年8月9日に株式会社ジー・モードなどを子会社に持つガイアホールディングス株式会社（現・株式会社アプリックス）が、MCPシナジー1号投資事業有限責任組合、MOVIDA CAPITAL株式会社、ディーシーコミックス・ジャパン株式会社 、ソフトバンク・テクノロジー株式会社が持つフレックスコミックスの自己株式を除く全発行株式を取得し子会社化。
この子会社化に関してガイアホールディングスは「人気作家を複数の企業に跨らせない事で、続編や新作を発表しやすくする」としており、実際に『COMIC メテオ』は配信開始時から既にフレックスコミックス掲載作家を多く擁していた。続いて8月9日にはフレックスコミックスと連携関係にあったほるぷ出版の100%子会社化も発表され、即日ガイアホールディングス（現・株式会社アプリックス）が両社の株式を取得し子会社化。
そのため2012年8月以降は、フレックスコミックスとソフトバンクグループ企業との間に資本関係は存在しない。
またソフトバンクグループ離脱までの間に手掛けた漫画作品の内、「ヒャッコ」「にゃんこい!」「ブレイク ブレイド」「眼鏡なカノジョ」「残念くのいち伝」「武蔵野線の姉妹」「天使のどろっぷ」「プピポー!」が映像化を果たしており、フレックスコミックスは各作品の製作委員会にも参加していた（「武蔵野線の姉妹」「天使のどろっぷ」「プピポー!」はソフトバンクグループ離脱以降に映像化されている）。

### アプリックスグループ時代
2012年9月5日、当時ジー・モードが運営していた『COMIC メテオ』が『FlexComixブラッド』『FlexComixネクスト』の2誌を吸収する事を発表。これにより2012年9月末を以って、この2誌に掲載されていた作品は一部を除いてジー・モードへと移籍した。また移籍しなかった作品も極一部の作品を除いて打ち切りとなり、更に打ち切りにならなかった極一部の作品も10月更新分を以って連載終了となった。また同年9月27日には『FlexComixフレア』についても、10月25日にジー・モードが開設した無料ウェブコミック誌『COMIC ポラリス』へと統合される事が発表された。
2012年10月9日、ガイアホールディングスグループ主要参加企業の事務所集約に伴い、新宿区新宿へと事務所が移転した。
2012年11月12日より発行元フレックスコミックス、発売元をほるぷ出版として『メテオCOMICS』レーベルが創刊。
2013年10月15日より発行元フレックスコミックス・発売元ほるぷ出版として『ポラリスCOMICS』レーベルが創刊。
2016年1月4日にアプリックスIPホールディングス（現・株式会社アプリックス）が、出版映像等事業について会社分割を行い、アプリックスIPパブリッシング（現・フレックスコミックス株式会社）を設立。
2016年10月にアプリックスIPパブリッシング、フレックスコミックス、ほるぷ出版の共同株式移転により、中間持株会社アプリックス出版ホールディングス株式会社を設立。
2017年2月23日開催のアプリックスIPホールディングス取締役会において郡山龍のアプリックス出版ホールディングス株式会社、アプリックスIPパブリッシング株式会社、フレックスコミックス株式会社及び株式会社ほるぷ出版の取締役の退任、アプリックスIPパブリッシング及びフレックスコミックスのBookLiveへ株式譲渡とほるぷ出版のフェニックス・ホールディングスへの株式譲渡が決定された。
アプリックスグループ時代に開始された漫画作品の内、「SSB -超青春姉弟s-」「温泉幼精ハコネちゃん」「恋愛暴君」が映像化されている。

### BookLiveグループ時代
2017年3月31日に凸版印刷グループの株式会社BookLiveが、アプリックスIPパブリッシング株式会社及び、フレックスコミックス株式会社の発行済株式の全てをアプリックスIPホールディングス株式会社（現・株式会社アプリックス）から取得し、子会社化。同年6月26日に事務所をBookLiveの本社がある港区芝浦に移転。
2017年7月1日にアプリックスIPパブリッシング株式会社がフレックスコミックス株式会社を吸収合併し、フレックスコミックス株式会社に商号変更。
2017年10月1日よりフレックスコミックスがTSUTAYAとBookLiveのデジタル書籍サービス「Airbook」で対応開始。
2017年12月より凸版印刷株式会社と株式会社VIBE（バンダイナムコグループ）のデジタルコンテンツ閲覧サイト「コミックホーダイ」にCOMICメテオ・COMICポラリスの全作品を配信開始。
2018年2月よりBookLiveのiOS版マンガアプリ「コミック コンテナ」にCOMICメテオ・COMICポラリスの作品の限定無料連載開始。
2018年3月より書籍の発売元をほるぷ出版からフレックスコミックスに変更。同年7月よりBookLive発行出版物の受託開始。
2020年11月より総合電子書籍ストア「ブックライブストア」と協業し、異世界ファンタジーのコミカライズ作品を中心とするレーベル「COMICアーク」を創刊。
2025年3月より大人向け青年レーベル「COMICネロ」を創刊。

## ウェブコミック誌
『COMICメテオ』と『COMICポラリス』の編集部は、ジー・モード コミック編集部→アプリックス 出版映像事業部 コミック編集部→フレックスコミックス コミック編集部と変更。
- COMIC メテオ
- COMIC ポラリス

### 定期配信終了
モビーダ・エンターテインメント配信
- Web★ブラッド - 『月刊少年ブラッド』と合併して『FlexComixブラッド』へ。
- ケータイ☆ブラッド - 基本的には『月刊少年ブラッド』掲載作品を再配信していたが、一部描き下ろし連載漫画等が存在した。

フレックスコミックス配信
- FlexComixブラッド（少年漫画） - 掲載作品は一部作品を除き『COMIC メテオ』へ移籍。
- FlexComixネクスト（青年漫画） - 掲載作品は一部作品を除き『COMIC メテオ』へ移籍。
- FlexComixフレア（少女漫画） - 掲載作品は一部作品を除き『COMIC ポラリス』へ移籍。

この他、ニコニコ静画にてブラッド・フレア・ネクストに掲載された作品の再配信を行なっていた。

## 発行レーベル

### メテオCOMICS
2012年11月12日に発売元をほるぷ出版へと委託して刊行開始（制作：ジー・モード→COMIC メテオ編集部）。2018年3月以降はフレックスコミックスから発売されている。詳細はCOMIC メテオ#単行本を参照。

### ポラリスCOMICS
2013年10月15日に発売元をほるぷ出版へと委託して刊行開始（制作：COMIC ポラリス編集部）。2018年3月以降はフレックスコミックスから発売されている。詳細はCOMIC ポラリスを参照。

### COMICアーク
総合電子書籍ストア「BookLive!」との協業による、「小説家になろう」をはじめとする小説投稿サイトやライトノベルレーベルで人気の作品を原作とした異世界ファンタジーのコミカライズ作品を中心とする電子書籍レーベル。

### COMICネロ
大人向け青年（電子書籍）レーベル。

### Flex Comix
2006年12月12日に『月刊少年ブラッド』及び後継誌である『FlexComixブラッド』掲載作品を収録するレーベルとして、当初は発売元をソフトバンククリエイティブへと委託して最初の6タイトルが刊行された。以降、基本的に毎月12日発売（ただし雑誌コードが添付されていない書籍扱いのレーベルであるため、10日頃には書店に並んでいる）。後に『FlexComixブラッド』から分裂した『FlexComixネクスト』の掲載作品も本レーベルより刊行されていた。各作品の掲載サイトが『COMIC メテオ』『COMIC ポラリス』へと移った2012年10月以降でも、本レーベルは継続して発行されていた。現在は、『COMIC メテオ』『COMIC ポラリス』掲載の作品のみのため、本レーベルからは単行本は発行されていない。
なおサブレーベルとして『FlexComixフレア』掲載作品を対象とする〈Flex Comix フレア〉レーベルと『COMIC メテオ』へ移籍した一部作品を対象とする〈Flex Comix メテオ〉が存在するが、背表紙のロゴに違いがあるのみで奥付には〈Flex Comix〉と記載されている。
上記した通り、2012年2月1日よりソフトバンククリエイティブからほるぷ出版へと発売元が変更されているが、この際に一部作品の既刊単行本は重版と同じ要領で奥付等の出版社表記及びISBNコードを変更した上で新装版として再出版された。FlexComix Web内の単行本情報ページにて、2011年以前に発行された単行本が「販売中」となっているものは再出版された単行本であり、「電子配信中」となっているものは再出版されず絶版となった単行本である（電子書籍としては配信されている）。このほか一部の作品は、途中の巻より紙媒体での単行本発売を取りやめ電子書籍のみでの供給に転換される場合がある。しかし発売元がほるぷ出版になってからは「おと×まほ」「第六大陸」「コスプリ!」「神様のパズル」といったメディアミックス作品であったりタレントが原案を担当するなどした一部作品のみ、連載終了より2年近く経ってから紙媒体で単行本化されている。
このように基本的には発売元を他社へと委託して発行しているが、例外として『ヒャッコ』第5巻限定版や『神曲奏界ポリフォニカ カーディナル・クリムゾン』第4巻限定版といった一部書店（アニメイトやコミックとらのあななど）のみで限定発売された単行本は、販売機能を他社へと委託しておらずISBNコードも単行本に記載されていない（奥付にはフレックスコミックスのみ記載）。

### コミデジコミックス
2006年6月20日に発売元をソフトバンククリエイティブへと委託して刊行開始（編集：ブロッコリー）。新規の刊行は2008年12月を以って終了している。詳細はコミデジ+#単行本を参照。

## 主催賞
メテオ・ポラリス彗星賞（旧・G-mode新人コミック大賞）
2012年から開催されている新人賞。主な出身作家は佐藤ミト、ほずの都、宮場弥二郎など。
フレコミ漫画大賞
2007年から2012年にかけて計15回が開催された新人賞。主な出身作家に若林裕介、三星めがね、犬犬など。
バーニングブラッド賞
2006年から2007年にかけて計2回が開催された新人賞。主な出身作家にサチコなど。
全ての応募作品を『月刊少年ブラッド』公式サイトにて公開し、読者投票によって受賞作品を選定するという形態を採っていた。

## 映像作品

### アニメ
| 作品                               | 年              | 媒体 | アニメーション制作   |
| ---------------------------------- | --------------- | ---- | -------------------- |
| ヒャッコ                           | 2008年          | TV   | 日本アニメーション   |
| にゃんこい!                        | 2009年          | TV   | AIC                  |
| 眼鏡なカノジョ                     | 2010年          | OVA  | AIC                  |
| ブレイクブレイド                   | 2010年-2011年   | 劇場 | Production I.G XEBEC |
| ブレイクブレイド                   | 2014年          | TV   | Production I.G XEBEC |
| 天使のどろっぷ                     | 2013年          | OVA  | AICフロンティア      |
| SSB -超青春姉弟s-                  | 2013年          | TV   | AIC PLUS+            |
| プピポー!                          | 2013年-2014年   | TV   | AIC PLUS+            |
| 恋愛暴君                           | 2017年          | TV   | EMTスクエアード      |
| 邪神ちゃんドロップキック           | 2018年（第1期） | TV   | ノーマッド           |
| 邪神ちゃんドロップキック           | 2020年（第2期） | TV   | ノーマッド           |
| 邪神ちゃんドロップキック           | 2022年（第3期） | TV   | ノーマッド           |
| 同居人はひざ、時々、頭のうえ。     | 2019年          | TV   | ゼロジー             |
| 理系が恋に落ちたので証明してみた。 | 2020年（第1期） | TV   | ゼロジー             |
| 理系が恋に落ちたので証明してみた。 | 2022年（第2期） | TV   | ゼロジー             |
| 怪人開発部の黒井津さん             | 2022年          | TV   | Quad                 |
| でこぼこ魔女の親子事情             | 2023年          | TV   | A-Real               |

### 実写
| 作品                                     | 年     | 媒体   | 制作                           |
| ---------------------------------------- | ------ | ------ | ------------------------------ |
| 武蔵野線の姉妹                           | 2012年 | 映画   | アイエス・フィールド           |
| お前ら全員めんどくさい!                  | 2019年 | 映画   | Hm+                            |
| 理系が恋に落ちたので証明してみた。       | 2018年 | ドラマ | エクセレントフィルムズ（協力） |
| 理系が恋に落ちたので証明してみた。       | 2019年 | 映画   | エクセレントフィルムズ（協力） |
| おじさんはカワイイものがお好き。         | 2020年 | ドラマ | 大映テレビ（協力）             |
| おじさんが私の恋を応援しています（脳内） | 2022年 | ドラマ | ダブ                           |

## かつて発行していた雑誌
- 月刊少年ブラッド（2006年4月創刊、同年10月休刊） - 『ドリマガ』→『ゲーマガ』増刊扱いでモビーダ・エンターテインメントが編集・発行。『Web★ブラッド』と合併して『FlexComixブラッド』へ移行。
- コミデジ+（2006年4月創刊、2008年8月休刊）- 『PC Japan』増刊扱いで『コミデジ』（ジャイブ）より引継ぎモビーダ・エンターテインメント→フレックスコミックスが発行。

## +Voice
2009年10月29日より既存の漫画作品のセリフ部分に声優が声を入れる『+Voice』（プラスボイス）の無料配信がFlexComix Webにて開始された。集英社が提供する『VOMIC』と似たものであるが、『VOMIC』が動画形式なのに対してこちらは元々ウェブコミックとして配信されているものに音声ファイルを載せた形となるため、購読者が自身でセリフ部分をクリックすることで声が流れる仕組みとなっている。基本的には第1話のみ音声化されるが、作品によっては以降の話数も音声化された。音響制作は声優の藤原啓治が代表を務めるAIR AGENCYが担当。2011年9月9日に配信された作品以降、新規配信は行なわれていない。
タイトルは配信開始の早い順に以下の通り。「×」が付与されている作品は配信が終了、「△」が付与されている作品は第1話以降も制作されたものを示す。主な参加声優も記す。
- △ネガティブ・ツインタワー! - 小林ゆう、藤村歩、渕上舞、藤原啓治
- プピポー! - 中原麻衣
- 愛しの焔 〜ゆめまぼろしのごとく〜 - 遠藤綾、中村悠一、松山タカシ
- 瞳のフォトグラフ - 豊崎愛生、日笠陽子、中村知子
- ×/△武蔵野線の姉妹 - 後藤麻衣、矢作紗友里、前野智昭
- 先生、イケメンです! 〜神谷クラス☆男子謹製〜 - 近藤孝行、谷山紀章、小野大輔、藤原啓治
- △マップス ネクストシート - 阿部敦、佐藤利奈
- ×いきなり幼なじみ!! - 髙坂篤志、伊藤静、藤原啓治
- △吸血姫 ヴァンパイア・プリンセス - 小林沙苗、寿美菜子、藤原啓治
- ×かむかむバニラ!（読切版） - 日野聡、藤原啓治
- ×ANGEL PARA BELLUM エンジェルパラベラム - 福圓美里、大原さやか、甲斐田裕子、藤原啓治

## TRICK or TREAT
過去に「TRICK or TREAT」（ToT）のブランド名で美少女ゲームのキャラクターグッズ製造・販売を行っており、minoriやユニゾンシフトの麻雀牌セット・抱き枕カバー・目覚まし時計などを発売していた。通信販売にはブロッコリーやファミマ・ドット・コムのウェブサイトを使用。